# 大内政之介
大内 政之介（おおうち まさのすけ、1913年〈大正2年〉 - 没年不詳）は、日本の著作家。

## 概要
昭和8年（1933年）に日本プロレタリア作家同盟に加入する。文学新聞に短編『百姓』を発表し、昭和10年（1935年）に上京する。同15年（1940年）病に罹り帰郷するが、再び上京して山梨毎日新聞、越佐新報などの東京支社広告営業として勤務する。その傍ら日本大学附属第一外国語学校支那語科に学び、再び帰郷して茨城新聞、国民新聞記者を経て昭和17年（1942年）東京新聞に入社して水戸支局長となる。昭和34年（1959年）12月、三たび上京し、光亜新報社編集長、紙業新報編集人を務める。昭和55年（1980年）6月、視力障害のため退職し、帰郷する。

## 著作
- 『金砂戦国史』（筑波書林、1985年）
- 『佐竹秘史 反逆者の系譜』（筑波書林、1987年）
- 『山入一揆と佐竹氏』（筑波書林、1991年）
- 『新編金砂戦国史』（筑波書林、1993年）
- 『燃えよ大和魂―幕末動乱を駆けた水戸浪士たち』（暁印書館、1998年）ISBN 4870151332
- 『戦場の恋 佐竹秀義青春譜』（茨城図書、2000年）ISBN 4900725919
- 『幕末水戸藩の志士と佐竹氏のこと』 （筑波書林、2004年）
- 「東禅寺襲撃事件始末」『歴史研究』（歴史研究会出版局、通号429、1997年2月号）28～33頁
- 「尊攘運動に参加した小島村の農民達」『歴史研究』（歴史研究会出版局、通号437、1997年10月号）43～45頁
- 「弘道館合戦と諸生党の壊滅」『歴史研究』（歴史研究会出版局、通号467、2000年4月号）32～39頁